# Burg Sterrenberg (Rheinland)

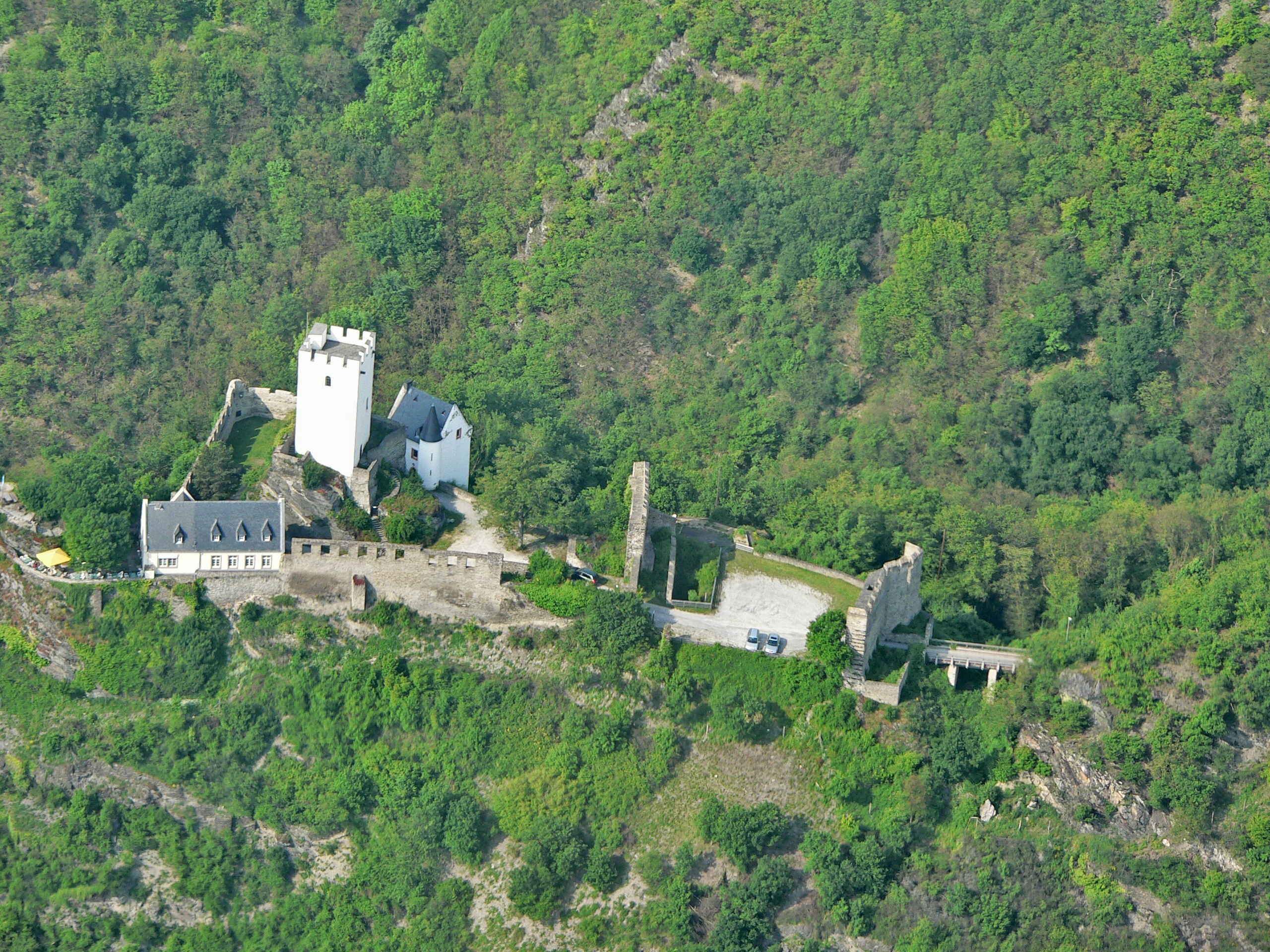
Luftbild Burg Sterrenberg

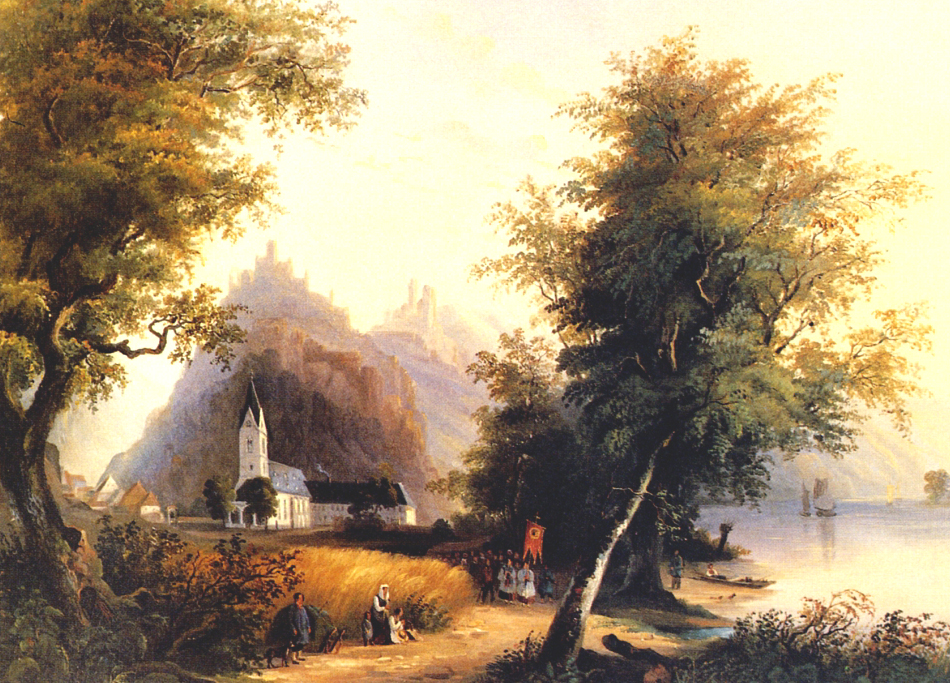
Ölgemälde von Karl Bodmer, um 1830; es zeigt das Kloster Bornhofen mit der Wallfahrtskirche, eine Prozession, den Rhein sowie die Burgen Sterrenberg und Liebenstein.

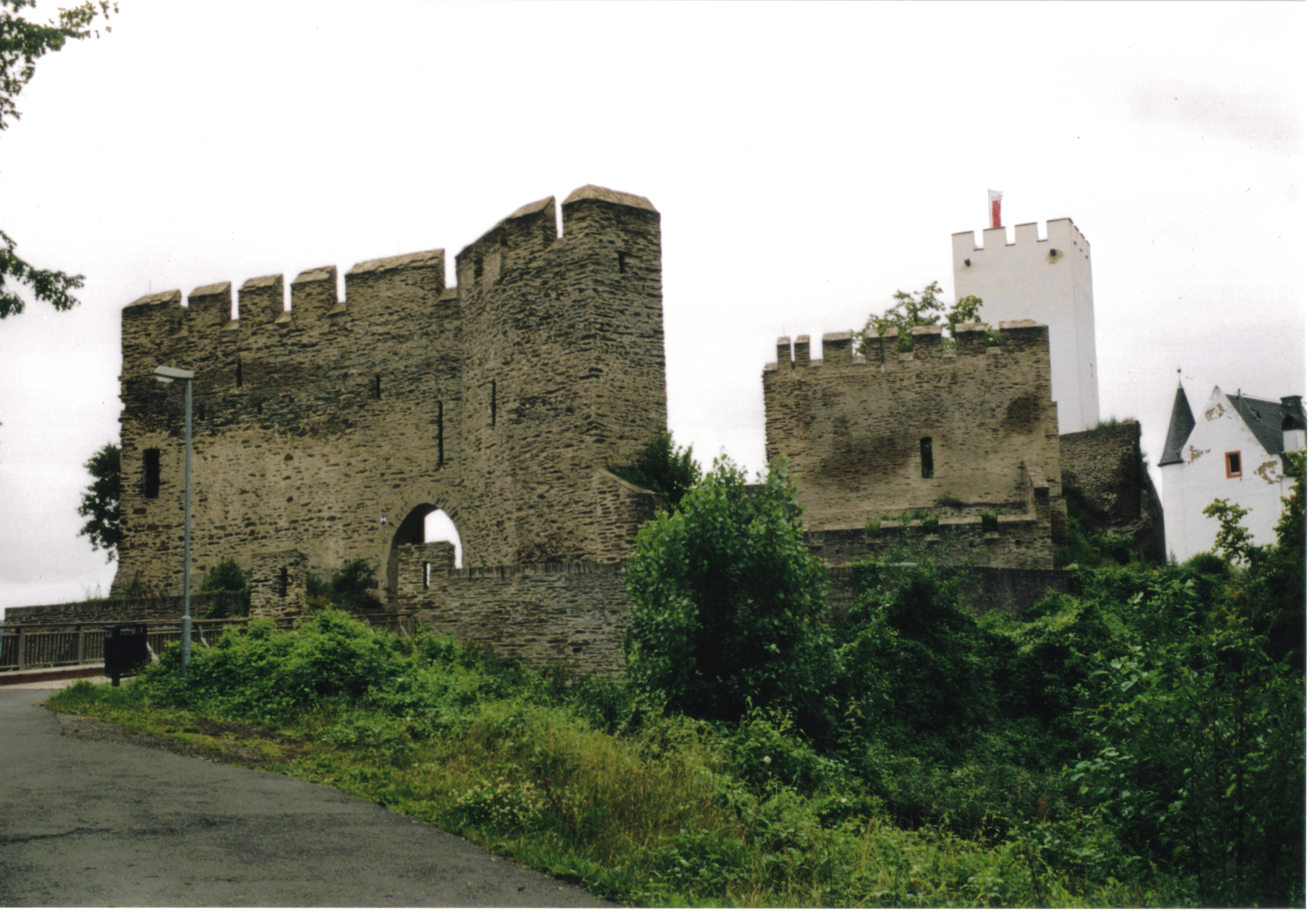
Links die so genannte „Streitmauer“, in der Mitte die innere Schildmauer der Kernburg, rechts Bergfried und Frauenhaus

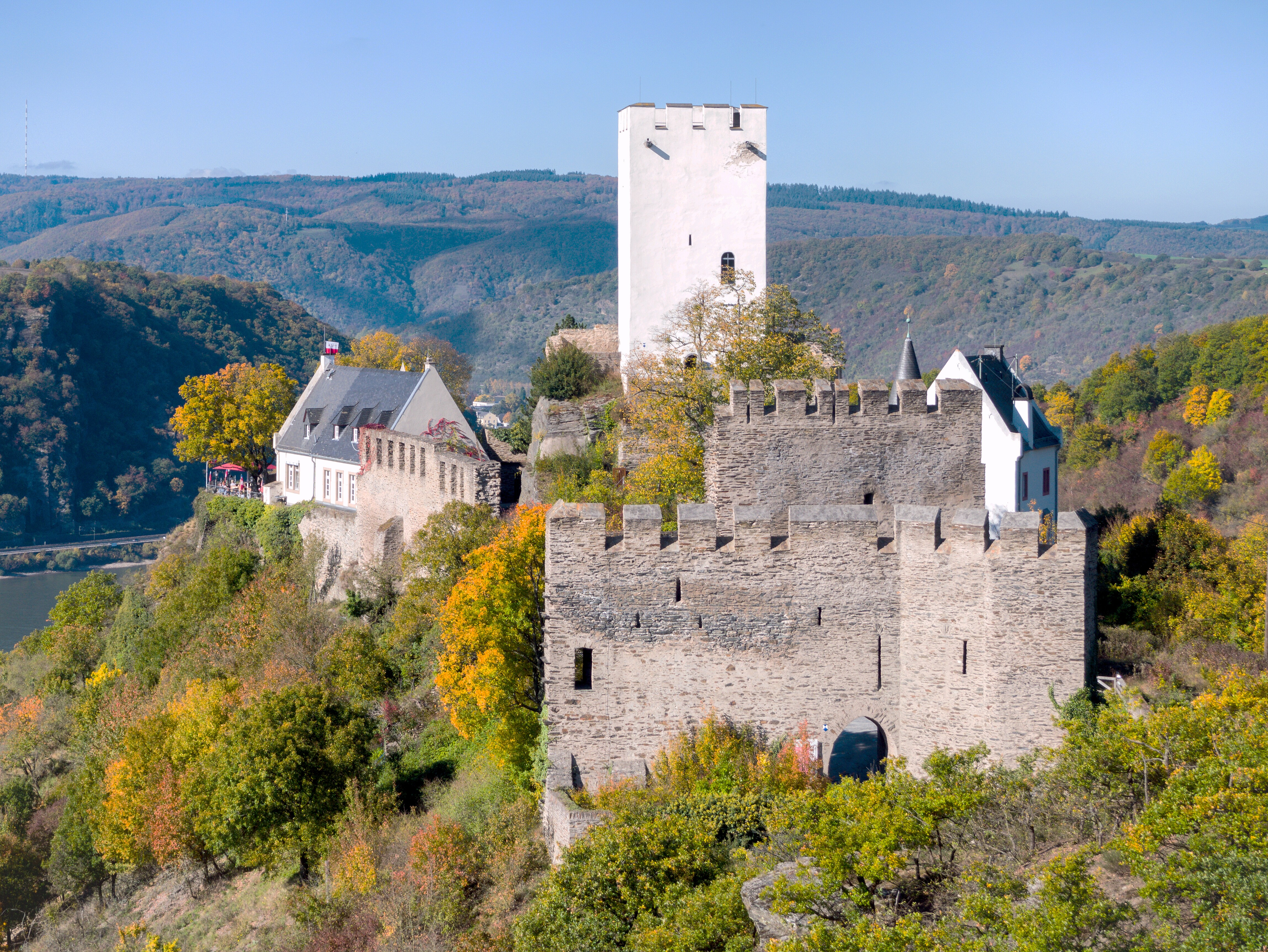
Zur Bergseite wird Burg Sterrenberg durch zwei Schildmauern geschützt. Die spätmittelalterliche, äußere Schildmauer ist 9,30 m hoch, die ältere, innere 12 m hoch. Die Mauerstärke beträgt 2,75 m bzw. knapp 2 m.

Die Burg Sterrenberg ist die Ruine einer Höhenburg bei 216,8 m ü. NHN auf der rechten Rheinseite bei Kamp-Bornhofen im Mittelrheintal in Rheinland-Pfalz. Die Burg bildet zusammen mit der benachbarten Burg Liebenstein die so genannten „feindlichen Brüder“. Nachdem die alte Burg Ehrenbreitstein unter der Festung verschwunden ist, gilt Sterrenberg als die älteste erhaltene Burganlage im Mittelrheintal.
Zur Sage der „feindlichen Brüder“ gibt es mehrere Versionen. Als gesichert gilt jedoch, dass es auf der Burg nie zur Auseinandersetzung mit Waffen kam.
Seit 2002 ist die Burg Sterrenberg Teil des UNESCO-Welterbes Oberes Mittelrheintal, des Weiteren ist sie ein geschütztes Kulturgut nach der Haager Konvention.

## Geschichte

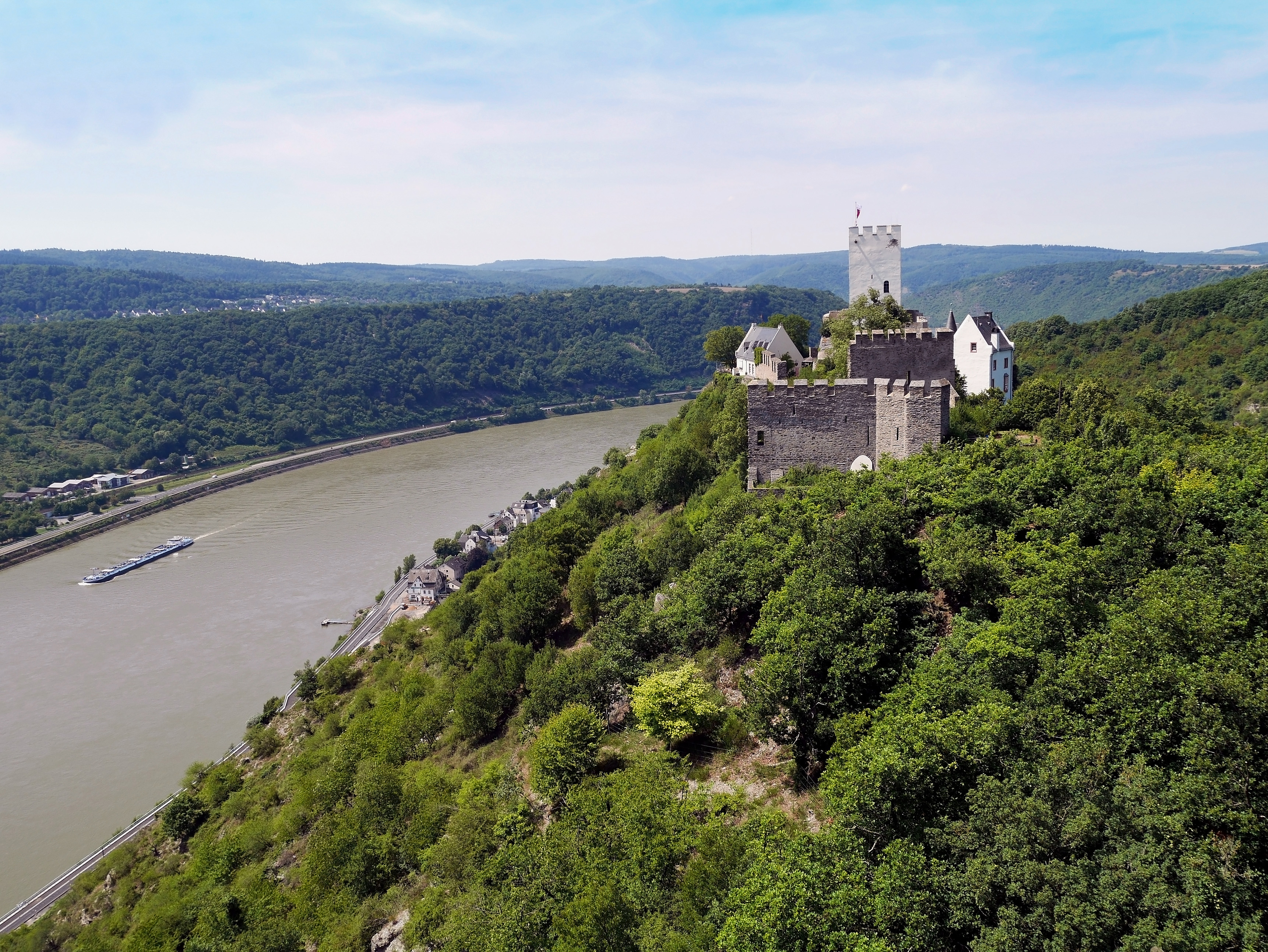
Burg Sterrenberg von der Burg Liebenstein aus

Bereits 1034 wird Sterrenberg als Reichsburg erwähnt, diese frühe Nachricht ist jedoch nicht gesichert. 1190 ist Burg Sterrenberg im Lehensbuch des Reichsministerialen Werner von Bolanden als Reichslehen aufgeführt, dazu zählte auch der Zoll in Bornhofen. Die Herren von Bolanden besaßen die Burg bis in die zweite Hälfte des 13. Jahrhunderts. Als Burgmannen setzten sie weitere Ritterfamilien ein, die sich nach der Burg nannten (Herren von Sternberg; Wappen: sechszackiger Stern und die Schenk von Sterrenberg; Wappen: drei schrägrechtsgestellte Rauten). Aus dieser Anfangszeit stammt der Bergfried. Ursprünglich war dieser als Kernburg nur von einer Ringmauer mit geringfügig versteilter Felsfront umschlossen.
Ende des 13. Jahrhunderts ging ein Teil der Burg als Reichspfand an die Grafen von Katzenelnbogen. Im gleichen Zeitraum erscheinen dort als Erben der Herren von Bolanden Graf Heinrich I. von Sponheim-Bolanden und sein Schwager Graf Albrecht I. von Schenkenberg. Spätestens 1310 erhielt der Trierer Erzbischof und Kurfürst Balduin von Luxemburg Burg Sterrenberg als Reichspfand. Zu dieser Zeit war Graf Diether VI. von Katzenelnbogen noch im Besitz der Burg (oder eines Teiles). Zwischen Diether und Balduin kam es in der Folge zu Auseinandersetzungen, vermutlich mit Kampfhandlungen, die Balduin 1315 für sich entscheiden konnte. Diether war im gleichen Jahr bei einem Turnier tödlich verunglückt. Die Burgmannen, Ritter Siegfried Schenk von Sterrenberg und Ludwig von Sterrenberg, hatten 1294 die benachbarte Burg Liebenstein, die ebenfalls die Bolandener erbaut hatten, erworben, waren hinübergezogen und nannten sich nunmehr „von Liebenstein“. Sie erscheinen nicht mehr als Mitbesitzer auf Sterrenberg.
Bis Mitte des 14. Jahrhunderts wurde Burg Sterrenberg nun Zentrum des rechtsrheinischen Grundbesitzes von Kurtrier, der im Wesentlichen ein Kerngebiet zwischen dem heutigen Kamp-Bornhofen, Filsen, St. Goarshausen-Wellmich am Rhein sowie landeinwärts östlich bis in den Taunus hinein bei Lykershausen, Prath und Dahlheim umfasste. Sie war die einzige rechtsrheinische Burg Kurtriers südlich der Lahn. Mit dem Besitz der Burg war die Vogtei über die Propstei Hirzenach verbunden.
Die erste, innere Schildmauer mit vorgelagertem Halsgraben entstand in der ersten Hälfte des 14. Jahrhunderts, in der erhaltenen Gestalt wohl aus der Zeit nach 1341, als Heinrich IV. Beyer von Boppard d. Ä. als Burggraf eingesetzt wurde. Die äußere Schildmauer dürfte bereits nach 1322 entstanden sein, nachdem Friedrich Walpot von Polch die Burg mit Bauauflagen zum Pfand erhalten hatte.
Die etwa 30 bis 35 Meter vor der Kernburg gelegene zweite, äußere Schildmauer steht aufgrund des Bergsporns leicht winkelversetzt zu der inneren Schildmauer. Sie kann als schiere Verstärkung gesehen werden, liegt jedoch so, als ob sie gegen die in unmittelbarer Nachbarschaft angrenzende, ursprünglich ebenfalls Sponheimer Burg Liebenstein, die als Ganerbenburg von Kurtrier nie eingenommen wurde, gerichtet sei. Diese Motivation ist aber nicht durch Quellen belegt und es kam auch nie zu Kampfhandlungen zwischen beiden Burgen. Im Volksmund bildete diese zweite Schildmauer als mutmaßliche „Streitmauer“ den historischen Kern der Sage von den feindlichen Brüdern.
Schon in der zweiten Hälfte des 14. Jahrhunderts wurde die 1353 bis 1357 neu erbaute Burg Maus über Wellmich die strategisch wichtigere Burg des kurtrierischen Besitzes, die Burg Sterrenberg in ihrer Bedeutung verdrängte. 1456 wurde Sterrenberg schon „baufällig“ und 1568 „unbewohnt“ genannt.
Die verfallene Anlage blieb kurtrierisch bis zum Ende des Alten Reiches 1806, fiel dann mit dem gesamten rechtsrheinischen Besitz der Trierer Erzbischöfe an das Herzogtum Nassau, das 1866 preußisch wurde. Seit 1946 gehört Burg Sterrenberg dem Land Rheinland-Pfalz.
Von 1970 bis 1977 erfolgten Sicherungsmaßnahmen und Wiederaufbauten: 1970 das Frauenhaus (Palas), 1972 der gotisierende Restaurantbau. Der Bergfried erhielt wieder einen Zinnenkranz und weißen Verputz, was dem mittelalterlichen Zustand entspricht.
Zahlreiche Balkenlöcher und Kaminabzüge in der Außen- und inneren Schildmauer zeigen, dass hier weitere Wohnbauten standen, was wohl an der Mauer vor dem Restaurant, die bei den Restaurierungsarbeiten Fensteröffnungen erhielt, nicht der Fall war. Auf weitergehende Rekonstruktionsarbeiten nicht mehr nachvollziehbarer Bausubstanz wurde verzichtet.

## Gegenwärtige Anlage

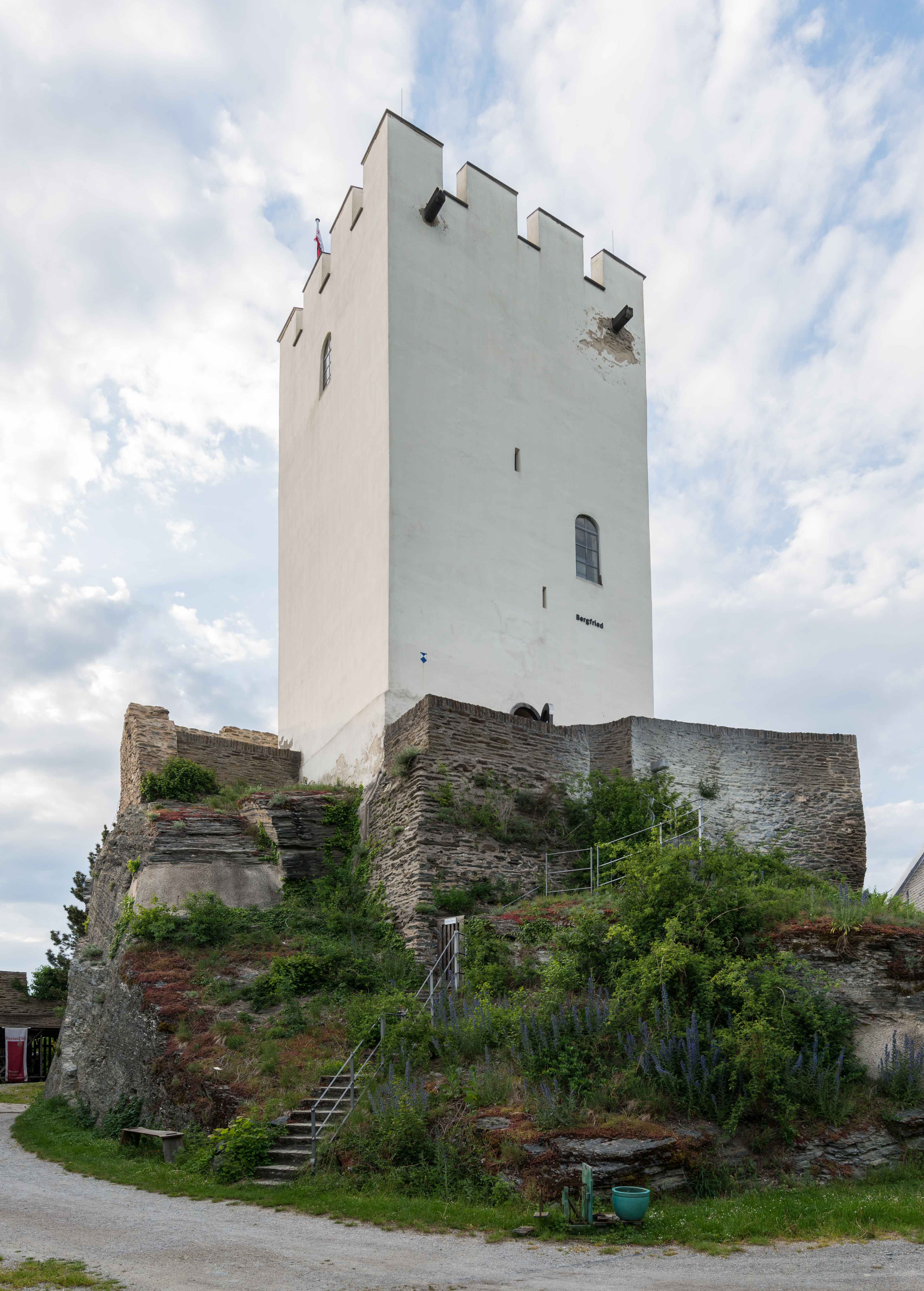
Bergfried als ursprüngliche Kernburg

Die heute im Besitz der kulturellen Dachorganisation Burgen, Schlösser, Altertümer Rheinland-Pfalz befindliche Burg ist durch eine Toröffnung in der jüngeren, äußeren Schildmauer (so genannte Streitmauer) zugänglich bzw. anfahrbar. Das ehemalige Vorburggelände wird als kleine Parkfläche genutzt. Durch ein zweites Tor, angrenzend an die ältere, innere Schildmauer gelangt man in den Hof der Kernburg. Die Burg wird von einer Braubacher Unternehmerfamilie gepachtet.
In seiner Mitte steht der quadratische, weiß verputzte Bergfried auf steilem Schiefersockel. Er hat seit der letzten Sanierung eine Höhe von 14,7 Metern und kann als Aussichtsturm bestiegen werden. In ihm ist die Einrichtung einer Dauerausstellung zur Burggeschichte geplant. Das 1972 rekonstruierte Frauenhaus auf der Ostseite (bergseits) ist ein einfaches, weiß verputztes Gebäude nach romanischem Vorbild mit Satteldach und rundem Flankenturm; seine Räume dienen als Kemenaten des Burghotels. Dahinter erstreckt sich ein kleiner, von Mauern umfriedeter Hof. Hier steht als agrarhistorisches Exponat ein Leiterwagen (um 1918) aus dem Besitz von Johannes Eschelbach, der von 1903 bis 1918 Bürgermeister des nahen Ortes Filsen war.
Westlich (rheinseitig) grenzt eine weitere Mauer an den 1970 in gotischen Formen rekonstruierten, nur in den Sommermonaten bewirtschafteten Restaurantbau mit Aussichtsterrasse. Die Gastronomie bewirbt ihre Auszeichnung als Haus der besten Schoppen für die Jahre 2004–2006, eine von der Landwirtschaftskammer Rheinland-Pfalz gemeinsam mit Weinbauverbänden für verschiedene Regionen des Bundeslandes vergebene Prämierung, die das Burgrestaurant Sterrenberg für die Region Mittelrhein mit 25 anderen Lokalen teilt. Die Weine stammen nicht vom Schieferhang unter den Feindlichen Brüdern, der für den Weinbau zu steil und ungeeignet ist, sondern von den linksrheinischen Rebhängen des Bopparder Hamms.
Die innere Schildmauer ist vor 1870 rheinseitig fast zur Hälfte eingestürzt und wurde in den 1870er Jahren geschosshoch, jedoch mit verringerter Mauerstärke und einem spitzbogigen Tor wieder aufgebaut. Dabei wurde auch der aus einer Zeichnung von August von Cohausen von 1855 bekannte Zinnenkranz (im Stil um 1350, mit zwei nach unten gezogenen Schießschlitzen) rekonstruiert. Das original erhaltene Mauerwerk ist zweischalig mit eingefülltem Schüttmaterial und stammt vermutlich aus der Zeit nach der Übernahme durch Balduin von Trier. Ihre Bezeichnung als „romanisch“ dürfte daher unzutreffend sein.
Die äußere Schildmauer (zeitgenössisch als Mantel bezeichnet) ist ein vorgeschobenes Wehrelement, das burgseitig mit angebauten Nebengebäuden, vermutlich aus Fachwerk, die heute verschwunden sind, eine Vorburg bildete. Rechts des Tores bildet der Mantel einen turmartigen Vorsprung, der sich Nähernden als Wehrturm erscheinen musste, nach hinten aber offen ist und sich in der Mauerstärke auch nicht vom Rest der Mauer unterscheidet, also eine Imponiergeste bzw. einen Bluff darstellt. In die Mauer sind schmale Gänge, zwei Wendeltreppen und ein Erkerraum eingefügt. 1973/74 wurde der äußere Mantel wieder auf die ursprüngliche Höhe aufgemauert und mit Zinnen versehen.

## Umgebung
An den feindlichen Brüdern führt der Rheinsteig vorbei. Der Ausblick auf den Rhein umschließt Bad Salzig sowie nach Süden die Rheinschleife bei Kestert.